# Ferdinand Tönnies Gesamtausgabe
Die Ferdinand Tönnies Gesamtausgabe (TG) umfasst das (in sechs Sprachen) publizierte Lebenswerk des Begründers der deutschen Soziologie, Ferdinand Tönnies (1855–1936). Sie wird im Auftrage der Ferdinand-Tönnies-Gesellschaft zu Kiel gemäß Verlagsvertrag vom 1. Juni 1992 kritisch von Lars Clausen (federführend bis 2010), Alexander Deichsel (federführend bis 2020), Dieter Haselbach (seit 2020 federführend) sowie Cornelius Bickel, Rolf Fechner (bis 2006), Maike Manske (seit 2023), Wilhelm Knelangen (seit 2023), Robert Seyfert (seit 2023), Carsten Schlüter-Knauer und Uwe Carstens (2006 bis 2020) herausgegeben.
Das Umfang des Œuvres des sehr fleißigen und (wegen seiner lebensspäten Berufung auf einen Lehrstuhl) auf Publikationen stark angewiesenen Ferdinand Tönnies hat dazu geführt, dass die TG auf 24 Bände ausgelegt werden musste. Günstig für die Edition wirkt sich immerhin aus, dass der Nachlass Tönnies’ in der Schleswig-Holsteinischen Landesbibliothek in Kiel erhalten geblieben ist (eine glücklichere Forschungssituation als die, mit der die Herausgeber des Gesamtwerks von Max Weber und Georg Simmel ringen müssen).
Im Einzelnen enthalten die Bände 1 bis 22 Tönnies’ Werk in chronologischer Abfolge, je nach der von ihm autorisierten Ausgabe letzter Hand. Band 23 legt in zwei Halbbänden ausgewählte ungedruckte Manuskripte vor, Band 24 Nachträge und die Gesamtregister.
Die TG erscheint seit 1998 im Verlag Walter de Gruyter, Berlin/New York. Bereits erschienen sind
- Band 2: 1880–1935: Gemeinschaft und Gesellschaft, hrsg. v. Bettina Clausen und Dieter Haselbach, Berlin/New York 2019.
- Band 5: 1900–1904: Schriften, hrsg. v. Bärbel Carstens und Uwe Carstens, Berlin/New York 2018.
- Band 7: 1905–1906: Schiller als Zeitbürger und Politiker. Strafrechtsreform. Philosophische Terminologie in psychologisch-soziologischer Ansicht. Schriften. Rezensionen, hrsg. von Arno Bammé und Rolf Fechner, Berlin/New York 2009.
- Band 9: 1911–1915: Leitfaden einer Vorlesung über theoretische Nationalökonomie. Englische Weltpolitik in englischer Beleuchtung. Schriften. Rezensionen, hrsg. von Arno Mohr in Zusammenarbeit mit Rolf Fechner, Berlin/New York 2000.
- Band 10: 1916–1918: Die niederländische Übersee-Trust-Gesellschaft. Der englische Staat und der deutsche Staat. Weltkrieg und Völkerrecht. Theodor Storm. Menschheit und Volk. Rezensionen, hrsg. von Arno Mohr und Rolf Fechner, Berlin/New York 2008.
- Band 14: 1922: Kritik der öffentlichen Meinung, hrsg. von Alexander Deichsel, Rolf Fechner und Rainer Waßner, Berlin/New York 2002.
- Band 15: 1923–1925: Innere Kolonisation in Preußen. Soziologische Studien und Kritiken – Erste Sammlung. Schriften 1923, hrsg. von Dieter Haselbach, Berlin/New York 2000.
- Band 17: 1926: Das Eigentum – Soziologische Studien und Kritiken. Zweite Sammlung, hrsg. von Dieter Haselbach, Berlin/Boston 2023.
- Band 21: 1931: Einführung in die Soziologie. Schriften. Rezensionen., hrsg. von Dieter Haselbach, Berlin/New York 2021.
- Band 22: 1932–1936: Geist der Neuzeit. Schriften. Rezensionen, hrsg. von Lars Clausen, Berlin/New York 1998.
- Band 22,2: 1932–1936. Geist der Neuzeit, Teil II, III und IV, hrsg. v. Bärbel Carstens und Uwe Carstens, Berlin/New York 2016.
- Band 23/II: 1919–1936: Nachgelassene Schriften, hrsg. von Brigitte Zander-Lüllwitz und Jürgen Zander, Berlin/New York 2005.

Jeder Band (bzw. jede Bändegruppe) umgreift neben annotierten (1) Monographien, (2) Schriften und (3) Rezensionen des jeweiligen Zeitabschnittes einen umfangreichen Editorischen Bericht (ggf. mit deutscher Übersetzung der original auf Dänisch, Englisch, Französisch, Latein – seine Dissertation – oder Niederländisch verfassten Texte), samt dem üblichen Apparat.
Die „Ferdinand Tönnies Gesamtausgabe“ [sic!] wurde von der Zeitschrift „Tönnies-Forum“ (hrsg. von der Ferdinand-Tönnies-Gesellschaft, Redaktion (1994 bis 2020): Uwe Carstens) und von der Schriftenreihe „Tönnies im Gespräch“ (TiG, hrsg. seit 2005 zunächst von Arno Bammé, Alexander Deichsel und Rolf Fechner, später nur Arno Bammé, Profil Verlag, München/Wien) begleitet.
- Band 1: Jan Spurk: Gemeinschaft und Modernisierung. Entwurf einer soziologischen Gedankenführung. Verlag Walter de Gruyter, Berlin / New York 1990, ISBN 3-11-012399-1.
- Band 2: Rolf Fechner: Ferdinand Tönnies – Werkverzeichnis. Verlag Walter de Gruyter, Berlin / New York 1992, ISBN 3-11-013519-1.
- Band 3: Rolf Fechner, Lars Clausen, Arno Bammé (Hrsg.): Öffentliche Meinung zwischen neuer Wissenschaft und neuer Religion. Ferdinand Tönnies’ „Kritik der öffentlichen Meinung“ in der internationalen Diskussion. Profil Verlag, München / Wien 2005, ISBN 3-89019-590-3.
- Band 4: Arno Bammé (Hrsg.): Life Sciences. Die Neukonstruktion des Menschen? Profil Verlag, München/Wien 2011, ISBN 978-3-89019-666-4.
- Band 5: E. G. Jacoby: Die moderne Gesellschaft im sozialwissenschaftlichen Denken von Ferdinand Tönnies, herausgegeben und mit einem Nachwort versehen von Arno Bammé, Profil Verlag, München/Wien 2013, ISBN 978-3-89019-699-2 (zuerst 1971).
- Band 6: Arno Bammé (Hrsg.): Risiko und Entscheidung. Gesellschaft im Anthropozän, Profil Verlag, München/Wien 2014, ISBN 978-3-89019-616-9.
- Band 7: Alfred Bellebaum: Das soziologische System von Ferdinand Tönnies unter besonderer Beruecksichtigung seiner soziographischen Untersuchungen, herausgegeben und mit einem Nachwort versehen von Arno Bammé, Profil Verlag, München/Wien 2016, ISBN 978-3-89019-712-8 (zuerst 1966).
- Band 8: Norbert Blüm: Willenslehre und Soziallehre bei Ferdinand Tönnies. Ein Beitrag zum Verständnis von „Gemeinschaft und Gesellschaft“, Profil Verlag, München/Wien 2018, ISBN 978-3-89019-729-6 (zuerst 1967).
- Band 9: Ernst Jurkat (Redaktion): Reine und angewandte Soziologie, Profil Verlag, München/Wien 2018, ISBN 978-3-89019-730-2 (zuerst 1936).
- Band 10: Arno Bammé, Niall Bond, Ingrid Reschenberg (Hrsg.): Gemeinschaft. Karriere eines Begriffs zwischen Mitgefühl, Tribalismus und Voluntarismus, Profil Verlag, München/Wien 2019, ISBN 978-3-89019-727-2.
- Band 11: Cornelius Bickel: Soziologie als skeptische Aufklärung zwischen Historismus und Rationalismus, herausgegeben und mit einem Nachwort von Arno Bammé, Profil Verlag, München/Wien 2020, ISBN 978-3-89019-740-1 (zuerst 1991).
- Band 12: Alexander Deichsel: Von Tönnies her gedacht. Soziologische Skizzen, herausgegeben und mit einem Nachwort von Arno Bammé, Profil Verlag, München/Wien 2020, ISBN 978-3-89019-749-4 (zuerst 1987).
- Band 13: Günther Rudolph: Die philosophisch-soziologischen Grundpositionen von Ferdinand Tönnies. Ein Beitrag zur Geschichte und Kritik der bürgerlichen Soziologie(zugleich Dissertationsschrift, Akademie der Wissenschaften, Berlin 1967), herausgegeben und mit einem Nachwort von Arno Bammé, Profil Verlag, München/Wien 2021, ISBN 978-3-89019-751-7 (zuerst 1995).
- Band 14: Der Dichter und der Soziologe. Zum Verhältnis zwischen Theodor Storm und Ferdinand Tönnies, dritte, um ein Nachwort und ein Additament erweiterte Auflage, hrsg, v. Arno Bammé, Profil Verlag, München/Wien 2023, ISBN 978-3-89019-797-5.
- Band 15: Klaus Heberle (Hrsg.): Ferdinand Tönnies in USA. Recent Analyses by American Scholars, zweite, um ein Nachtwort von Arno Bammé erweiterte Auflage, Profil Verlag, München, Wien 2023, ISBN 978-3-89019-804-0 (zuerst 1989).
- Band 16: Rolf Bauermann, Hans-Martin Gerlach, Günter Schenk, Jürgen Brüggemann (Hrsg.): 100 Jahre Ferdinand Tönnies’ „Gemeinschaft und Gesellschaft“. Zweite, um ein Nachwort von Arno Bammé und ein Additament von Sebastian Klauke erweiterte Auflage (zuerst 1987), München, Wien 2024, ISBN 978-3-89019-805-7.
- Band 17: Ferdinand Tönnies, Anton Thomsen: Briefwechsel 1905-1916, hrsg. v. Rolf Fechner (†) und Arno Bammé, München, Wien 2024, ISBN 978-3-89019-807-1.
- Band 18: Thomas Steensen: Nationale Minderheiten (zuerst 2017), München, Wien 2024, ISBN 978-3-89019-806-4.
- Band 19: Lars Clausen, Carsten Schlüter (Hg.): „Ausdauer, Geduld und Ruhe“. Aspekte und Quellen der Tönnies-Forschung, München, Wien 2025 (zuerst Hamburg 1991), ISBN 978-3-89019-809-5.
- Band 20: Alexander Deichsel, Rolf Fechner: Lokalkultur und Weltgesellschaft. Aspekte der Moderne, hrsg. v. Arno Bammé, München, Wien 2025 (zuerst Hamburg 1987), ISBN 978-3-89019-810-1.

Weiterhin erscheinen Texte und Schriftensammlungen von Ferdinand Tönnies und zu seinem Werk in der „Schriftenreihe der Ferdinand-Tönnies-Gesellschaft“ (hrsg. von Wilfried Röhrich, Duncker & Humblot, Berlin) und in den „Materialien der Ferdinand-Tönnies-Arbeitsstelle“ (zunächst hrsg. von Rolf Fechner, später von Arno Bammé und teilweise gemeinsam Ingrid Reschenberg). Letztere sind nicht chronologisch, sondern thematisch geordnet:
- Band 13: Soziologische Schriften 1891–1905, hrsg. von Rolf Fechner, Profil-Verlag, München/Wien 2008, ISBN 978-3-89019-640-4, 341 Seiten.
- Band 14: Schriften und Rezensionen zur Anthropologie, hrsg. von Rolf Fechner, Profil-Verlag, München/Wien 2009, 463 Seiten.
- Band 15: Schriften zu Friedrich von Schiller, hrsg. von Rolf Fechner, Profil-Verlag, München/Wien 2009, 97 Seiten.
- Band 16: Schriften und Rezensionen zur Religion, hrsg. von Rolf Fechner, Profil-Verlag, München/Wien 2010, 402 Seiten.
- Band 17: Geist der Neuzeit, hrsg. von Rolf Fechner, Profil-Verlag, München/Wien 2010, 252 Seiten.
- Band 18: Schriften zur Staatswissenschaft, hrsg. von Rolf Fechner, Profil-Verlag, München/Wien 2010, 499 Seiten.
- Band 19: Schriften zum Hamburger Hafenarbeiterstreik, hrsg. von Rolf Fechner, Profil-Verlag, München/Wien 2011, ISBN 978-3-89019-660-2, 271 Seiten.
- Band 20: Philosophische Terminologie in psychologisch-soziologischer Ansicht, hrsg. von Rolf Fechner, Profil-Verlag, München/Wien 2011, 184 Seiten.
- Band 21: Schriften zu Theodor Storm, hrsg. von Rolf Fechner, Profil-Verlag, München/Wien 2012, 103 Seiten.
- Band 22: Der Nietzsche-Kultus – Eine Kritik, hrsg. von Arno Bammé, Profil-Verlag, München/Wien 2014, 192 Seiten.
- Band 23: Karl Marx. Leben und Lehre, hrsg. von Arno Bammé, Profil-Verlag, München/Wien 2013, 300 Seiten.
- Band 24: Thomas Hobbes. Leben und Lehre, hrsg. von Arno Bammé, Profil-Verlag, München/Wien 2014, 384 Seiten.
- Band 25: Schriften zu Thomas Hobbes, hrsg. von Arno Bammé, Profil-Verlag, München/Wien 2015, 648 Seiten.
- Band 26: Schriften zu Spinoza, hrsg. von Arno Bammé, Profil-Verlag, München/Wien 2016, 160 Seiten.
- Band 27: Soziologische Schriften II. Schriften 1906–1909, hrsg. von Arno Bammé, Profil-Verlag, München/Wien 2016, 374 Seiten.
- Band 28: Gemeinschaft und Gesellschaft, hrsg. von Arno Bammé, Profil-Verlag, München/Wien 2017, 576 Seiten.
- Band 29: Soziologische Schriften (1910–1915), hrsg. von Arno Bammé und Ingrid Reschenberg, Profil-Verlag, München/Wien 2018, 436 Seiten.
- Band 30: Einführung in die Soziologie, hrsg. von Arno Bammé und Ingrid Reschenberg, Profil-Verlag, München/Wien 2018, 472 Seiten.
- Band 31: Kritik der öffentlichen Meinung, hrsg. von Arno Bammé und Ingrid Reschenberg, Profil-Verlag, München/Wien 2018, 760 Seiten.
- Band 32: Schriften zur Kritik der öffentlichen Meinung, hrsg. von Arno Bammé und Ingrid Reschenberg, Profil-Verlag, München/Wien 2018, 156 Seiten.
- Band 33: Soziologische Schriften (1916–1920), hrsg. von Arno Bammé, Profil-Verlag, München/Wien 2019, 463 Seiten.
- Band 34: Soziologische Schriften (1921–1925), hrsg. von Arno Bammé, Profil-Verlag, München/Wien 2019, 522 Seiten.
- Band 35: Soziologische Schriften (1926–1928), hrsg. von Arno Bammé, Profil-Verlag, München/Wien 2019, 441 Seiten.
- Band 36: Fortschritt und soziale Entwicklung, hrsg. von Arno Bammé, Profil-Verlag, München/Wien 2019, 200 Seiten.
- Band 37: Soziologische Schriften (1929–1936), hrsg. von Arno Bammé, Profil-Verlag, München/Wien 2020, 746 Seiten.
- Band 38: Die Entwicklung der sozialen Frage bis zum Weltkriege, hrsg. von Arno Bammé, Profil-Verlag, München/Wien 2019, 262 Seiten.
- Band 39: Ferdinand Tönnies: Schriften zur Ethik, hrsg. von Arno Bammé, Profil-Verlag, München/Wien 2020, 496 Seiten.
- Band 40: Schriften zur Rechtssoziologie, hrsg. von Arno Bammé, Profil-Verlag, München/Wien 2021, 600 Seiten.
- Band 41: Die Tatsache des Wollens, hrsg. von Arno Bammé, Profil-Verlag, München/Wien 2021, 199 Seiten.
- Bamd 42: Politische Schriften 1892–1915, hrsg. v. Arno Bammé, München/Wien 2022, 731 Seiten.
- Band 43.1: Statistische Studien I, hrsg. von Arno Bammé, Profil-Verlag, München/Wien 2022, 624 Seiten.
- Band 43.2: Statistische Studien II. Politische Parteien – Wirtschaft – Methode, hrsg. von Arno Bammé, Profil-Verlag, München/Wien 2022, 452 Seiten.
- Band 44: Politische Schriften 1916–1918, hrsg. von Arno Bammé, Profil-Verlag, München/Wien 2022, 543 Seiten.
- Band 45: Der englische Staat und der deutsche Staat, hrsg. von Arno Bammé, Profil-Verlag, München/Wien 2021, 270 Seiten.
- Band 46: Politische Schriften 1919–1933, hrsg. von Arno Bammé, Profil-Verlag, München/Wien 2022, 508 Seiten.
- Band 47: Zur Frage der Kriegsschuld Russlands 1914. Zwei Dossiers, hrsg. von Arno Bammé, Profil-Verlag, München/Wien 2022, 400 Seiten.
- Band 48: Englische Weltpolitik in englischer Beleuchtung, hrsg. von Arno Bammé, Profil-Verlag, München/Wien 2022, 141 Seiten.
- Band 49.1: Verstreute Schriften I, hrsg. von Arno Bammé, Profil-Verlag, München/Wien 2023, 836 Seiten.
- Band 49.2: Verstreute Schriften II, hrsg. von Arno Bammé, Profil-Verlag, München/Wien 2023, 556 Seiten.